# 德城区
德城区，古稱德州，是中国山东省德州市所辖的一个市辖区，为德州市市政府所在地，因位于德州市城区而得名。德城区位于山东省西北边界，在德州地区，口头语中的“德州”可以指代整个德州地級市管理区域，也可以特指德城区，另外“德城”一般也指代德城区。區人民政府駐新湖街道。

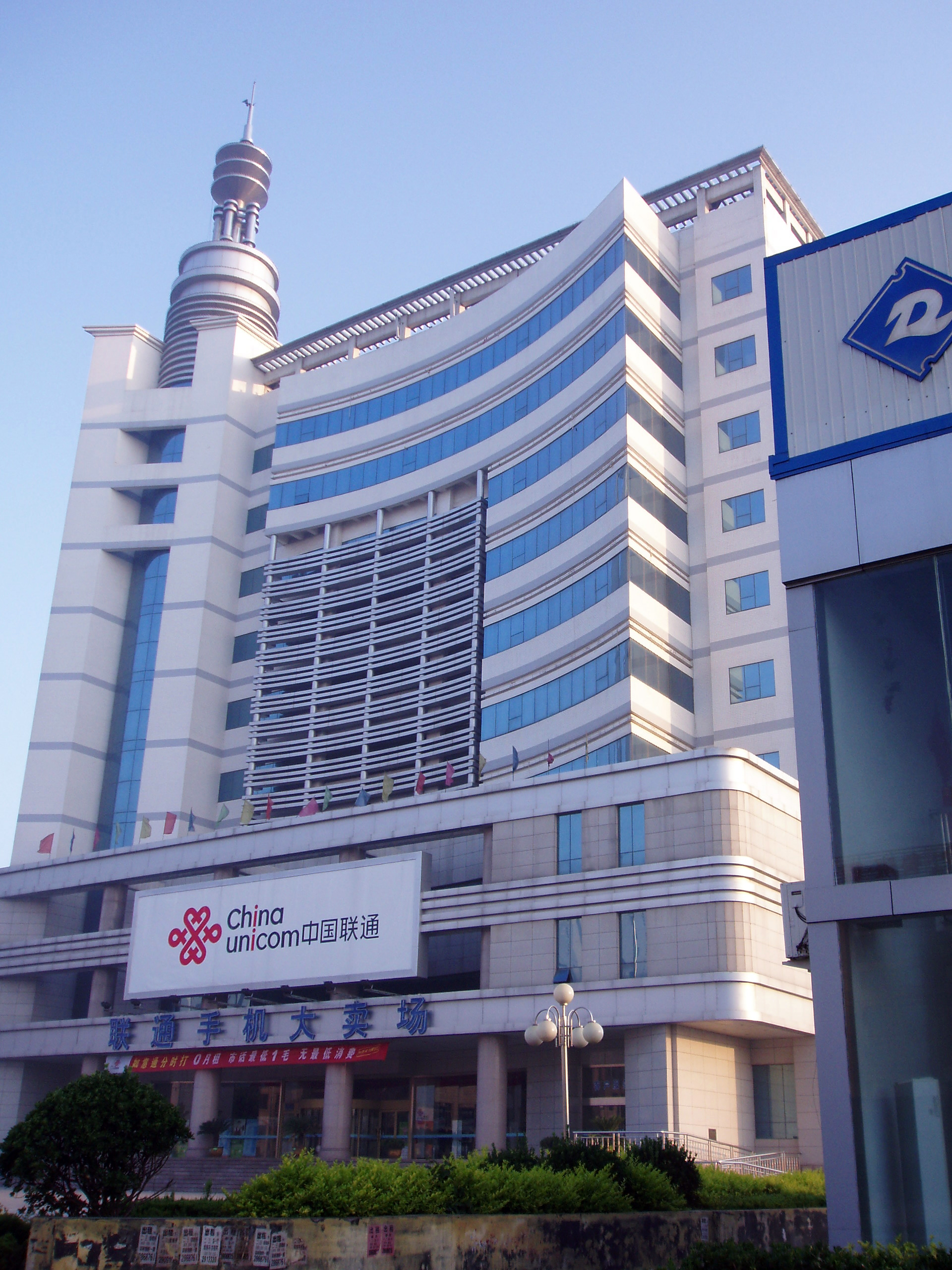
德城区内的中国联通手机卖场

## 地理与气候
德城区位于山东省西北部，是山东省与河北省的交接处。地理区域属于华北平原，属暖温带半湿润气候，地形以平原耕地为主，适合农作物生长，是中国的农业发达地区。德城及周边区域盛产小麦、玉米、棉花等农作物。

德城四周自古有交通线路连通济南市、石家庄、北京市、天津市等地，京杭运河也由德城通过，是华北的交通要地，故被誉为“九达天衢、神京门户”。现在德城有京沪铁路、104国道、京福高速公路等重要交通线路经过，而且是南水北调所经过地区，仍然是华北地区交通线路中的重要城市。

### 经济
德城区的经济涵盖传统农业与工业，并在市郊建有经济开发区。著名的企业有皇明集团等。

## 市区建设
德城区市区是德州市最大的城市。市区内基础建设比较完善，市内公共交通主要为公共汽车。德州火车站和德城汽车站均在德城区市内。主要的教育、医疗等场所也均位于德城市区或市郊。市区内主要的商业建筑有德州市百货大楼、白天鹅电子市场、德州扒鸡美食城等。

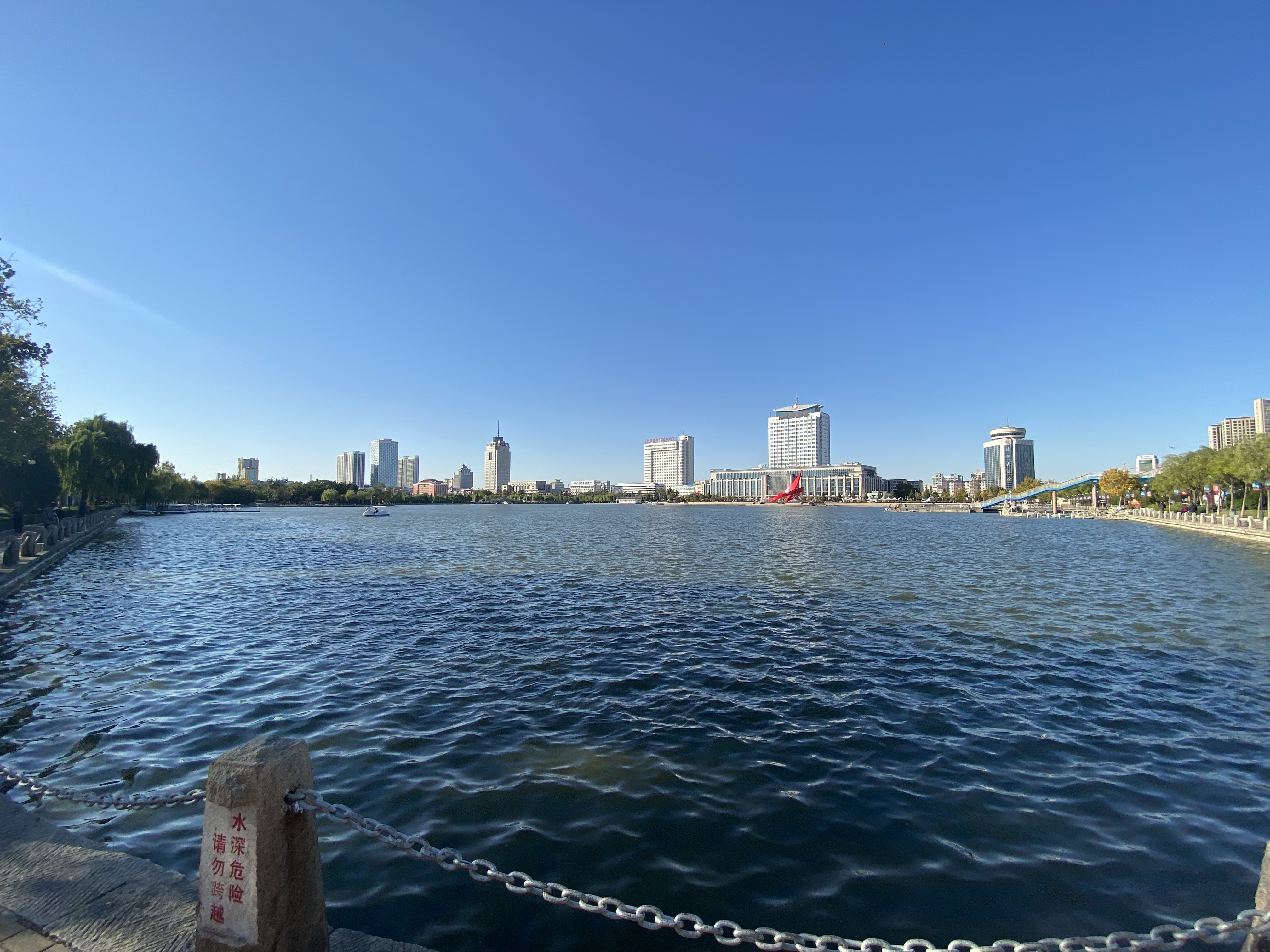
新湖风景区

另外德城区市中心有一片湖水，称为“新湖”，新湖周围分布着德城区主要的城市娱乐设施，如电影院、大型商场等。新湖区域是市民平日休闲娱乐的常去之地。

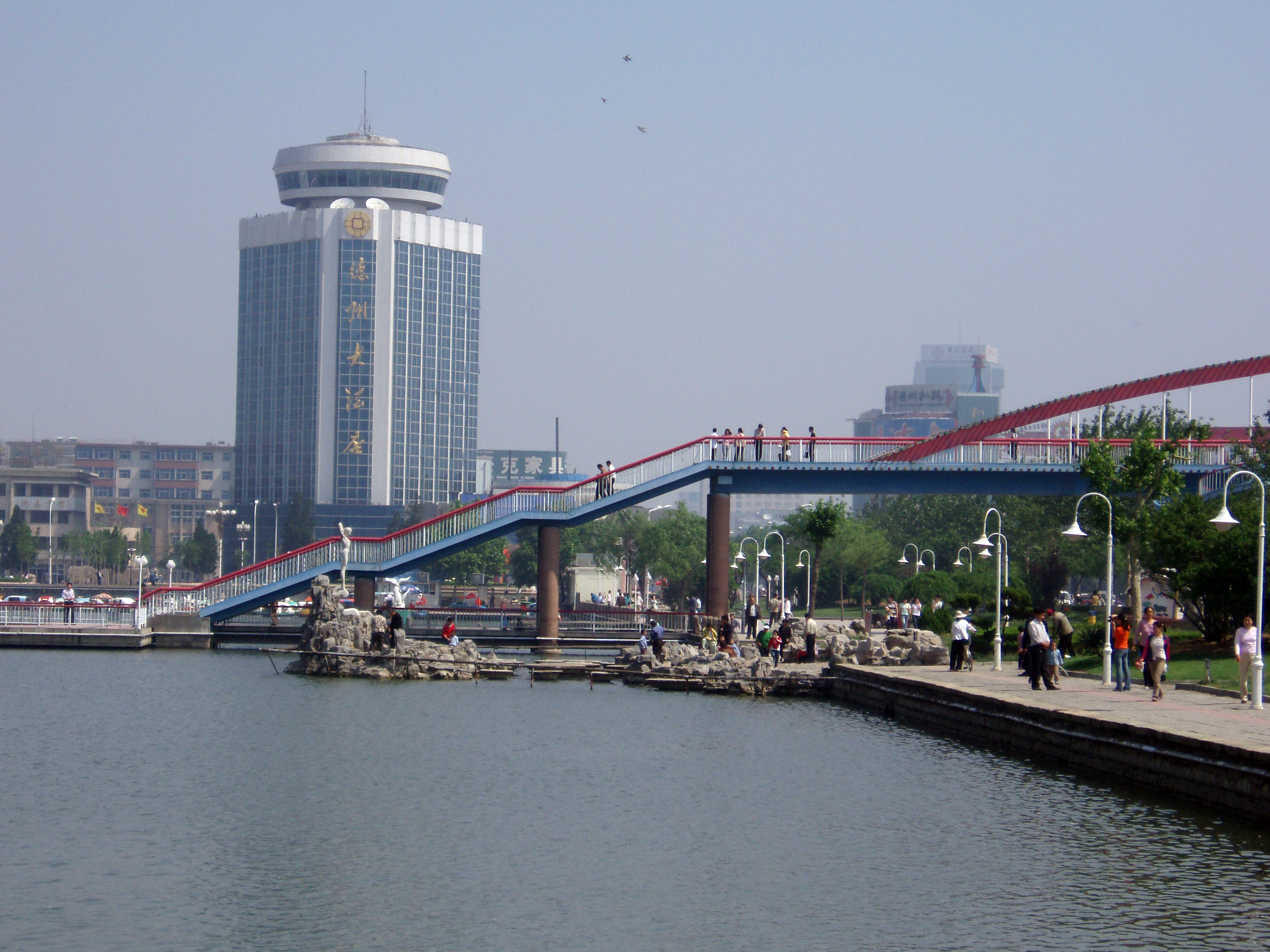
德城区新湖及附近区域

## 行政区划
德城区下辖7个街道办事处、5个镇：
新湖街道、新华街道、天衢街道、运河街道、广川街道、长河街道、宋官屯街道、二屯镇、黄河涯镇、赵虎镇、抬头寺镇和袁桥镇。

## 交通
- 104国道过境。

## 历史
西汉，置安德县，属平原郡。隋文帝开皇三年（583年），改安德郡为德州，治安德县，此为德州地名之初始。以后时废时复，至唐乾元元年（758年）复称德州，自此，历代皆称德州。1913年改德县。德城地区由于位于地区边界，在历史上不同朝代分属过众多不同的行政区域。解放后，1946年定名德州市（县级），1994年12月17日撤市设区，原德州地区改设地级德州市，原县级市德州市改为德城区。

## 人口
根据第七次全国人口普查数据，截至2020年11月1日零时，德城区常住人口695310人。

## 文化

### 方言
德城地区一般的方言为冀鲁官话，实际口音接近河北地区的方言。

### 饮食
德城地区的饮食以北方传统面食为主。
- 德州扒鸡：德州扒鸡是德城的著名特色食品。德州扒鸡全名为“德州五香脱骨扒鸡”，是由烧鸡演变而来，并曾经成为朝廷贡品。现在有“中国德州扒鸡集团”和位于德城区的“扒鸡美食城”等众多企业公司制作传统扒鸡食品。
- 其他特色食品：德城附近的西瓜味道颇佳，享有一定名声；德州的“上汤羊肠子”是当地著名街头小吃，据称源于满族八旗驻防兵的膳食；“撅腚豆腐”也是当地名吃，吃时置于竹片上，浇以酱汁，因豆腐软嫩，需撅腚吃以防掉落；另外德州市属的各个附属县级地区也有众多特色食品，如武城县的“煊饼”（以鏊铁烙至半熟，再以陈年瓦砾炙烙而具有特殊香味的肉饼，有香菜猪肉、羊肉、韭菜鸡蛋等多种口味，原产地在郭庄，现已划归河北故城县，但所有煊饼招牌一律为“武城郭庄煊饼”）；夏津县的“布袋鸡”、“宋楼火烧”、“夏津老豆腐”（据称为高唐老豆腐变种，以棉籽油为特色）；平原县的“老豆腐”（以面筋熬制卤汤为特色）；乐陵市的金丝小枣（具有无核的变种）；宁津县的“大柳面”、“长官包子”（长官镇的回民特色小吃）、“保店驴肉”（清嘉庆年间即被列为贡品）；陵县的“豆豉”等，均很有特色。

## 教育
德城区是德州市的教育中心，科教水平位于德州市前列。德城区内高级中学的高考升学率位于全市前列。本科院校德州学院也位于德城区。

### 中学

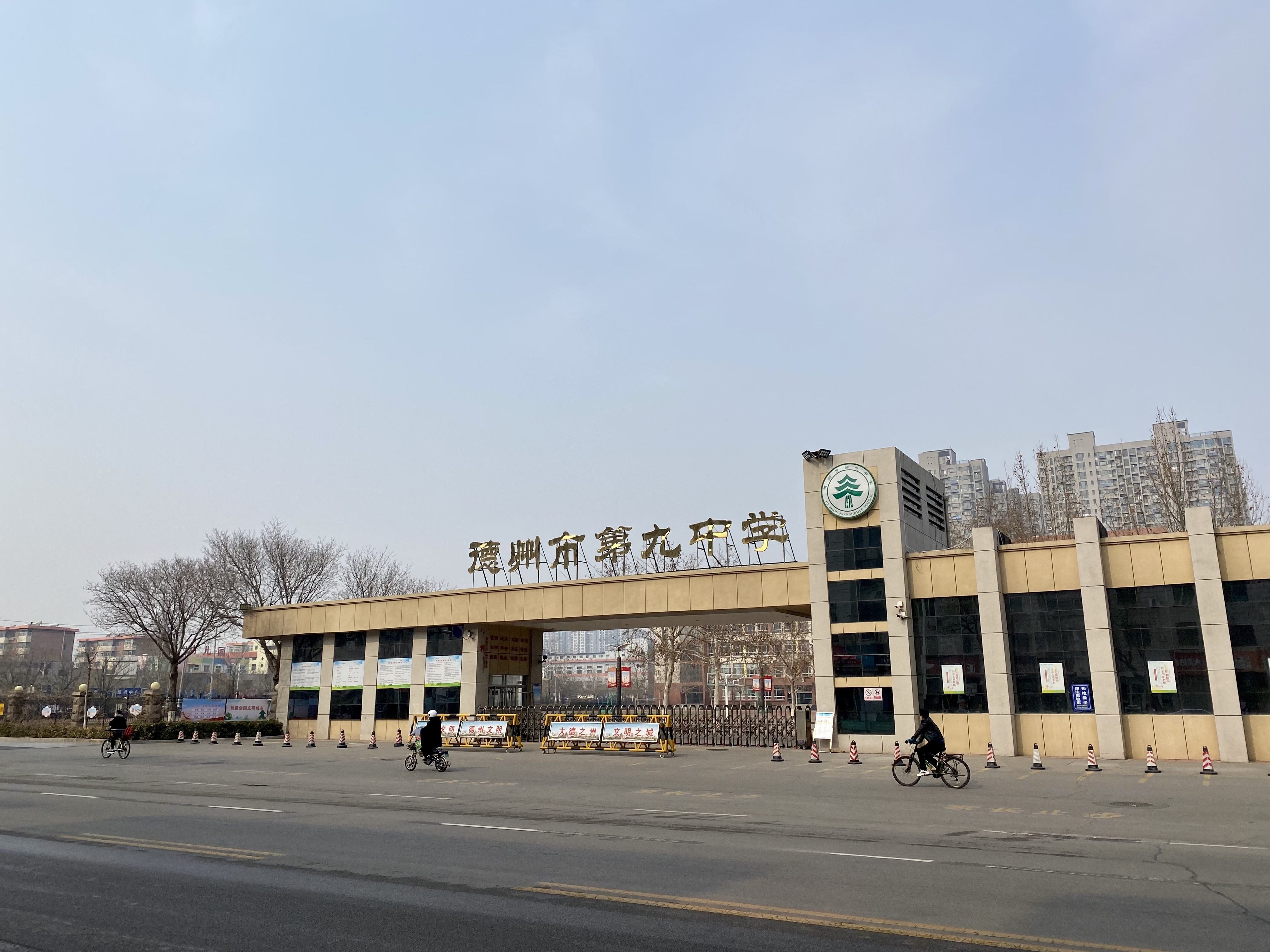
德州九中

- 德州一中
- 德州二中
- 跃华中学
- 德州五中

### 大学

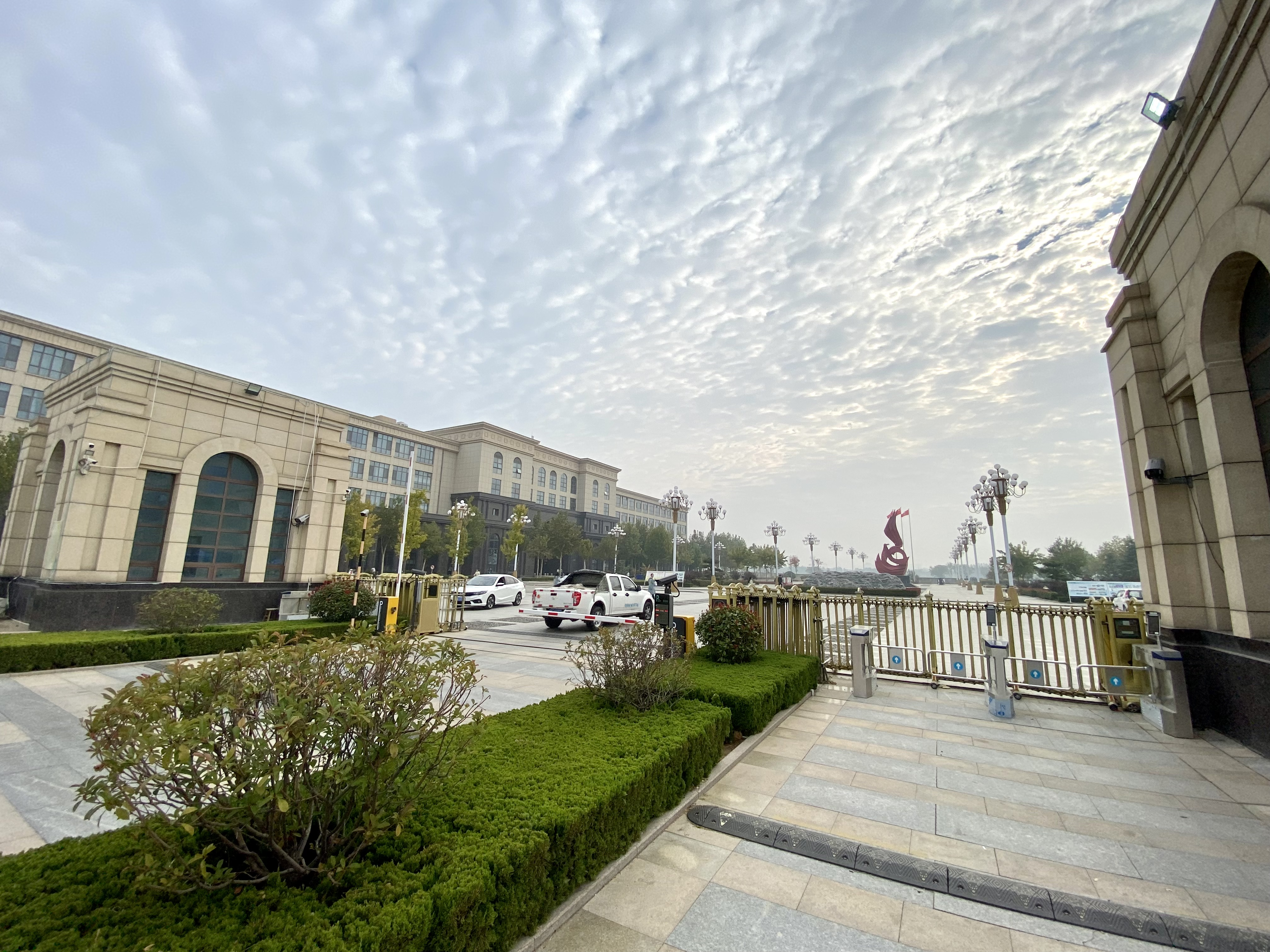
德州学院东校区

- 德州学院
- 山东华宇工学院

## 历史名胜
- 德州城隍庙：曾是德州的一处大型市场，已拆除。
- 九达天衢坊
- 苏禄王墓：古苏禄国东王巴都葛·叭哈之墓。苏禄王墓建于明永乐十五年。明朝时苏禄王来中国朝拜，归国途中病逝于德州地区，于是厚葬于此，并修筑墓园。